# Амар Мехич
Амар Мехич (босн. Amar Mehić; нар. 28 вересня 1998, Тузла, Боснія і Герцеговина) — боснійський футболіст, атакувальний півзахисник хорватського клубу «Приморац» (Біоград-на-Мору).

## Життєпис
Вихованець клубу «Звєзда» (Градачаць), за молодіжні та юнацькі команди якого виступав з 2013 по 2018 рік. На початку липня 2019 року уклав договір з одним із грандів боснійського футболу — «Желєзнічаром». Проте, у першій команді столичного клубу шансів проявити себе так і не отримав. Виступав в орендах у нижчолігових клубах «Металлеге-БСІ», «Іґман» (Коніц) та «Звєзда» (Градачаць). Наприкінці липня 2021 року відправився в чергову оренду, цього разу на один рік до «Горажде».

## Досягнення
- Прем'єр-ліга Боснії і Герцеговини
  -  Срібний призер (1): 2019/20